# Tunnel onder de Beringstraat

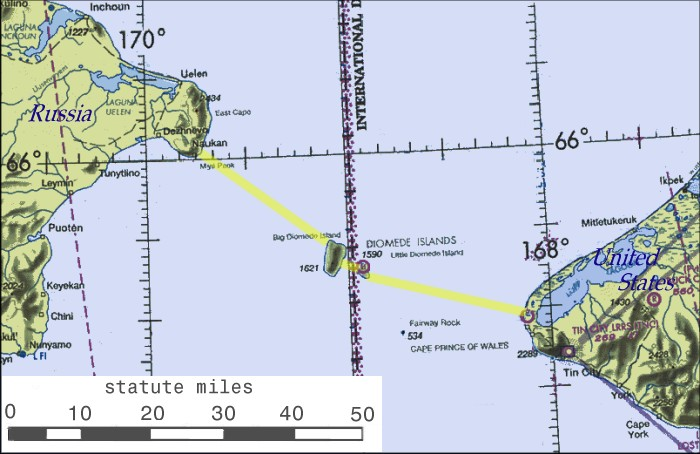
Mogelijk parcours van de tunnel

De tunnel onder de Beringstraat is vooralsnog een voorgestelde en geplande tunnel met breedspoorweg onder de Beringstraat. 
Rusland kondigde op 17 oktober 2007 aan bovengenoemde tunnel aan te leggen in samenwerking met de Verenigde Staten. De tunnel zal een vaste verbinding gaan vormen tussen Azië en Amerika. Hiermee komen deze continenten, en ook Europa en Afrika, aan elkaar vast te liggen. Of en wanneer deze tunnel er gaat komen, is onbekend. In 1906 had tsaar Nicolaas II ook al vergelijkbare plannen uitgesproken, maar tot uitvoering kwam het niet door revolutie, (koude) oorlogen en financiële tegenslag.
Op 15 september 2008 heeft een Nederlandse fysisch geograaf een alternatief plan gepubliceerd voor een mogelijke spoorverbinding tussen Eurazië en Amerika: een 300 kilometer lange dam ten zuiden van de Beringstraat. Deze zogeheten St. Lawrence Dam zou Siberië en Alaska via St. Lawrence Island verbinden. De tunnel onder de Beringstraat zou daarmee overbodig worden. Beoogd effect van de dam is afremming van Arctische ijssmelt en methaanemissies.
In april 2012 deed Vladimir Jakoenin, tot juli 2015 directeur van de Russische Spoorwegen, de uitspraak dat over een jaar of twintig een tunnel van 103 kilometer lang onder de Beringstraat mogelijk is. De tunnel moet de Siberische plaats Oeëlen verbinden met Nome in Alaska. Jakoenin sloot het alternatief van een brug ook niet uit. De plannen zijn moeilijk uitvoerbaar. Aan beide zijden van de Beringstraat ligt nog geen spoor. Rusland is al bezig met de bouw in die richting. Jaren geleden is begonnen met een noordelijke aftakking van de Trans-Siberische spoorlijn. Deze bereikt in 2014 Jakoetsk en de Russen willen de komende vijftien jaar ook de resterende paar duizend kilometer spoorweg door het onherbergzame gebied aanleggen, tot het oostelijke puntje van Tsjoekotka. De totale kosten voor de aanleg van spoorlijnen en tunnel worden geschat op ongeveer honderd miljard dollar.